# Amphilius natalensis
Amphilius natalensis är en fiskart som beskrevs av Boulenger, 1917. Amphilius natalensis ingår i släktet Amphilius och familjen Amphiliidae. IUCN kategoriserar arten globalt som livskraftig. Inga underarter finns listade i Catalogue of Life.